# Huachicol
 (août 2021).
Le huachicol, ou guachicol, est une boisson alcoolisée frelatée,. Ce mot en espagnol mexicain est également utilisé pour désigner un carburant frelaté ou volé (essence ou diesel). Les personnes qui se livrent à l'activité illicite de vol et de falsification de carburant et de boissons alcoolisées au Mexique sont connues sous le nom de huachicoleros.

## Origine du mot
Selon les études d'Arturo Ortega Morán, écrivain mexicain spécialisé dans l'origine des mots et expressions espagnols, le mot huachicol vient du latin aquati, qui signifie « dilué ». Au XVIe siècle, le terme aquati faisait allusion à une technique utilisée en peinture, qui consistait à diluer les pigments dans l'eau. Lorsque ce mot a été utilisé en France, il est devenu « gouache » et a conservé son sens. Plus tard, lorsque le nom de cette technique est arrivé au Mexique au cours du XIXe siècle, on l'appelait généralement pintar a la guach.
À cette époque, les vendeurs de tequila et d'aguardiente qui diluaient les boissons avec de l'eau pour obtenir plus de profit, ont commencé à être appelés guachicolero ou huachicolero. De même, les négociants en carburant qui diluaient l'essence ou le pétrole avec de l'eau pour faire un meilleur profit ont commencé à être appelés guachicolero ou huachicolero. Aujourd'hui, le mot huachicolero est utilisé pour désigner une personne qui se consacre au vol, au transfert illégal et à la vente d'hydrocarbures.
Il pourrait également dériver de tlachiqueros, personnes chargées de gratter le maguey pour en extraire l'hydrome.

## Préparation

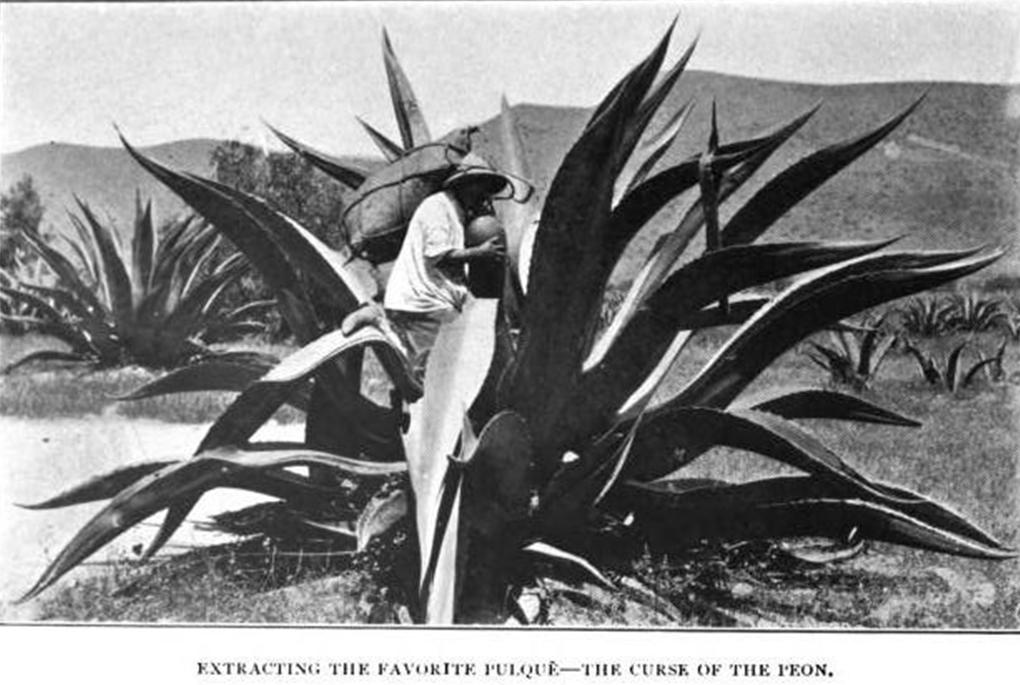
Tlachiquero avec acocote en 1904.

Pour sa préparation, les huachicoleros passaient à travers un tamis le mojadito, le sucre en cube ou le caramel qui restait coincé dans les tuyaux, ajoutaient de l'alcool de canne, l'enflammaient et le distillaient dans un récipient ; soit avec du thé à la cannelle, des écorces d'orange, des prunes d'Espagne ou de la simple eau et le buvaient (Gastélum 1992).
Dans la préparation du huachicol, l'alcool méthylique est produit car la diversité des ingrédients ajoutés et son processus artisanal ne garantissent pas une température stable pour sa bonne distillation. La consommation de ces boissons frelatées provoque des maux de tête, des tremblements, la cécité due à des lésions du nerf optique et la mort à des degrés divers (OMS ICD-10 2010).

## Carburant frelaté
Le carburant frelaté est dilué avec différentes substances dans un but lucratif lors de sa vente et peut causer des dommages aux véhicules dans lesquels il est utilisé
.